# Extase (film)
Pour les articles homonymes, voir Extase (homonymie).
Pour plus de détails, voir Fiche technique et Distribution.
Extase (Extáze) est un film tchécoslovaque de Gustav Machatý sorti en 1933. Il fit sensation en raison d'une scène — pourtant allusive — de rapport sexuel et d'orgasme féminin, et compliqua la carrière de la comédienne Hedy Lamarr.

## Synopsis
Emil, un homme ennuyeux et banal, vient d'épouser la belle Eva. Après une scène symbolique où il n'arrive pas à glisser la clef dans la porte du domicile conjugal, il ne prend même pas la peine de passer sa nuit de noces avec sa femme, sous prétexte qu'il s'est pincé le doigt en la déshabillant. Les jours suivants se déroulant à l'avenant, Eva décide de retourner vivre chez ses parents plutôt que de supporter un mariage sans amour moral ni physique.
Un jour, près de chez ses parents, Eva se promène à cheval, puis se baigne nue dans une rivière. Mais son cheval s'enfuit, dans une autre scène symbolique, pour se rapprocher d'un étalon dans un enclos. Eva, nue, part à la recherche de sa monture. Elle rencontre Adam — prénom symbolique lui aussi — un homme jeune et viril qui dirige la construction d'une route. Adam rattrape le cheval en fuite, puis le ramène à Eva, qui s'est tordu la cheville.
Cette nuit-là, Eva ne peut trouver le sommeil. Elle part donc à la recherche d'Adam et ils passent la nuit ensemble.
Le lendemain, le mari d'Eva se présente et dit vouloir reprendre la vie conjugale. Elle l'éconduit.
Par hasard, Emil sympathise par la suite avec Adam. Une fois au domicile de ce dernier, Emil voit un collier oublié par sa femme et comprend qu'Adam est son rival. Adam, lui, ne se doute de rien, car il ignore qu'Eva est mariée à Emil.
La nuit suivante, Emil observe des mouches attrapées par un piège - autre scène symbolique - depuis sa chambre d'hôtel. Dans ce même hôtel, Eva retrouve Adam. Ils boivent du champagne et dansent lorsqu'on entend un coup de feu : Emil vient de se suicider.
Alors qu'Eva et Adam — qui ignore toujours qui était Emil — devaient partir ensemble par le train pour une nouvelle vie, Eva profite d'un assoupissement d'Adam pour s'enfuir, rongée par le remords.

## Fiche technique
- Titre : Extase
- Titre original : Extáze
- Réalisation : Gustav Machatý
- Scénario : Gustav Machatý, František Horkyý
- Musique : Giuseppe Becce
- Directeur de la photographie : Jan Stallich
- Pays de production :  Tchécoslovaquie
- Format : Noir et blanc - 1,37:1 - Mono
- Langue : allemand
- Date de sortie : 18 février 1933 (Autriche)
- Durée : 82 minutes (1 h 22)

## Distribution
- Hedy Kiesler (qui deviendra Hedy Lamarr) : Eva Jerman
- Aribert Mog : Adam
- Zvonimir Rogoz : Emil
- Leopold Kramer : le père d'Eva
- Jiřina Štěpničková : Eva (voix tchèque)
- Emil Jerman : le mari Eva (voix tchèque)
- Bedřich Vrbský le père d'Eva (voix tchèque)
- Pierre Nay : Adam (voix française)
- André Nox : le père d'Eva (voix française)
- Antonín Kubový : Vagrant
- Karel Mácha-Kuča : L'avocat
- Eduard Šlégl : Vagrant
- Jan Sviták : Danseur sur le terrage
- Jiřina Steimarová : La dactylo

## Réputation
Extase fit sensation en son temps en raison des scènes où Hedy Lamarr, entièrement nue, nage puis court à travers bois et champs ; ainsi que pour les plans qui, bien que sans rien montrer d'autre que les visages des acteurs, dépeignent l'union physique des amants et la jouissance éprouvée par le personnage féminin. 
Considéré à tort comme le premier film non-pornographique à inclure une scène de nu, il peut à meilleur droit être crédité du premier rapport sexuel et du premier orgasme féminin,, portés à l'écran dans l'histoire du cinéma conventionnel.
Présenté lors de la deuxième mostra de Venise 1934, le film participa à un scandale qui amena Mussolini à reprendre en main la programmation du festival, avec l'aide du Vatican. 
Selon Hedy Lamarr elle-même, Friedrich Mandl, le premier mari de l’actrice, très jaloux, a essayé, sans succès, d'en acheter ou d'en faire saisir toutes les copies pour les détruire. L'épisode est  repris dans la presse cinématographique des années 1940,,, mais présenté ensuite comme une légende.

## Autres versions
Il existe une version allemande (Deutsche Bearbeitung: Regina Film München) avec sous-titres anglais et sans les crédits d'origine, puisque le nom de la star est donné comme « Hedy Lamarr » plutôt que « Hedy Kiesler », avec des scènes alternatives tournées, comme celle du bain de Lamarr nue, dans laquelle elle est partiellement masquée par des buissons stratégiquement placés. Lorsque le producteur Samuel Cummins tente d'importer le film aux États-Unis en 1935, il est saisi par les douaniers américains et un maréchal fédéral le brûle. Ainsi, Cummins réédite ensuite une version du film où est intégrée la version allemande de la scène du bain et sont ôtés des plans comme ceux de chevaux se livrant à des actes sexuels ; il est aussi donné l'impression que le personnage de Lamarr a obtenu le divorce, rendant ainsi la relation adultère légitime, et la fin du film montrant Lamarr avec un bébé pour un happy end. Cette version est adoptée par les douanes en 1936 et présentée avec succès, bien que le Bureau du code de production ait refusé de lui accorder un sceau d'approbation.